# Kyphosus cinerascens
Kyphosus cinerascens es una especie de pez marino con aletas radiadas. Es una chopa de la familia Kyphosidae. Kyphosus Cinerascens tiene 11 aletas dorsales y 12 aletas anales. La especie está ampliamente distribuida en la región del Indopacífico. Kyphosus cinerascens tiene una dieta estricta basada en feófitas, clorofitas y rodófitas, lo que lo convierte en herbívoro.

## Descripción
Los adultos crecen hasta 45 cm de largo y tiene un color azul/gris, marrón o negro. Son peces de color pálido con líneas oscuras que separan las filas de escamas.

## Distribución y hábitat
La especie de cacho marino se encuentra alrededor del Pacífico indocentral y del océano Atlántico; en varias localidades cerca del Gran Caribe; y en algunas áreas de Brasil. El cacho marino se encuentra habitualmente residiendo en áreas de agregaciones sobre fondos duros cubiertos de algas de planicies de arrecifes exteriores expuestos y barridos por las olas, lagunas y arrecifes marinos. Frecuentan profundidades de 25 a 45 m en las cercanías de zonas rocosas. Sus hábitats se observan generalmente dentro de las zonas climáticas ecuatorial, tropical y subtropical.

## Dieta
Los cachos marinos son herbívoros que se alimentan principalmente de feófitas, clorofitas y rodófitas.

## Comportamiento
Los cachos marinos suelen ser más activos durante el día, cuando se los puede encontrar nadando en bancos de 10 o más a lo largo del arrecife, aunque por la noche solo se pueden encontrar individuos solitarios nadando cerca del fondo del mar. Generalmente se les encuentra alimentándose de algas que se encuentran en las rocas e incluso de partículas de algas que flotan libremente. Mientras tanto, sus hábitos y comportamientos nocturnos aún son desconocidos a pesar de sus comunes observaciones solitarias.

## Importancia para la conservación
Hay cinco especies conocidas de Kyphosus en Hawái, cuatro de ellas pertenecen al género Kyphosus y la otra es Sectator ocyurus. Sin embargo, debido a que las especies de Kyphosus eligen las algas como su principal fuente de alimento, se recomendó al estado de Hawái poner a esta especie de pez bajo cuidado protector para ayudar a restablecer el control de las algas cercanas.

## Galería de imágenes

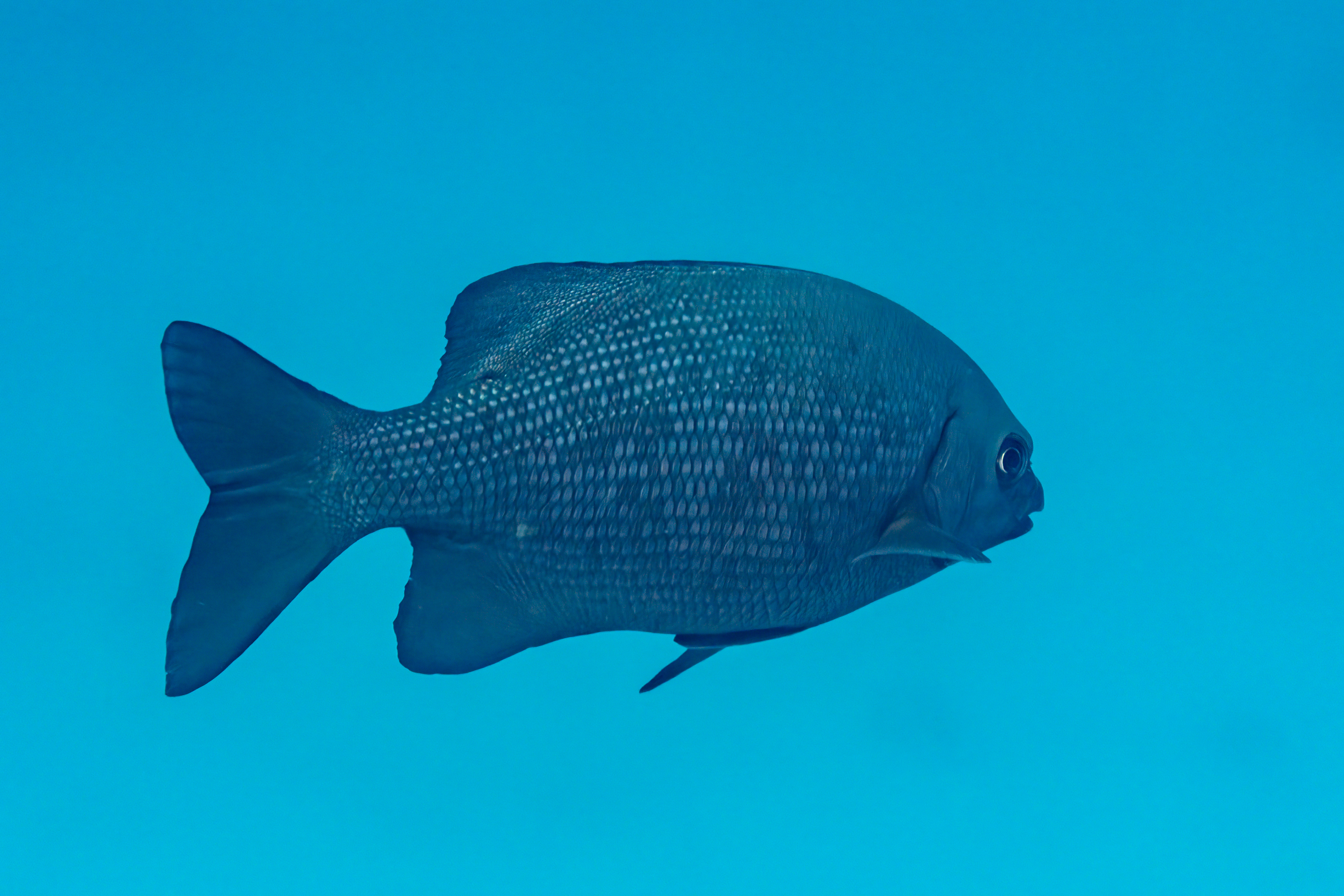
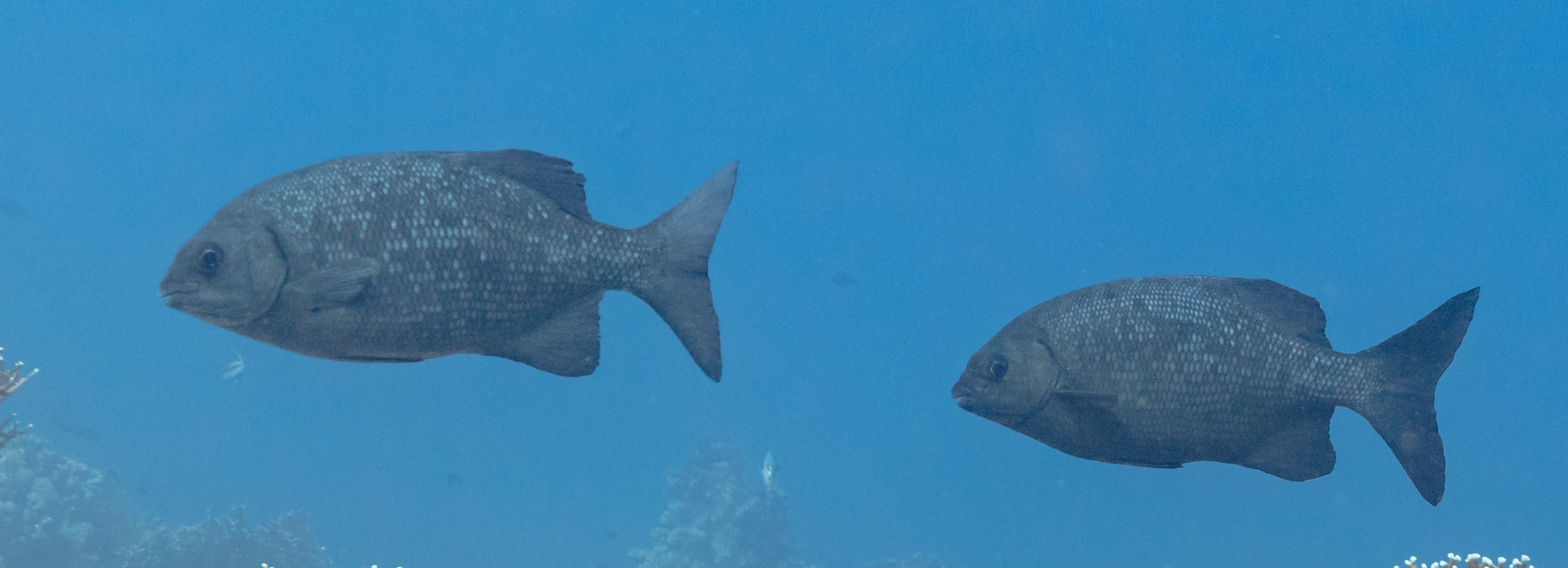
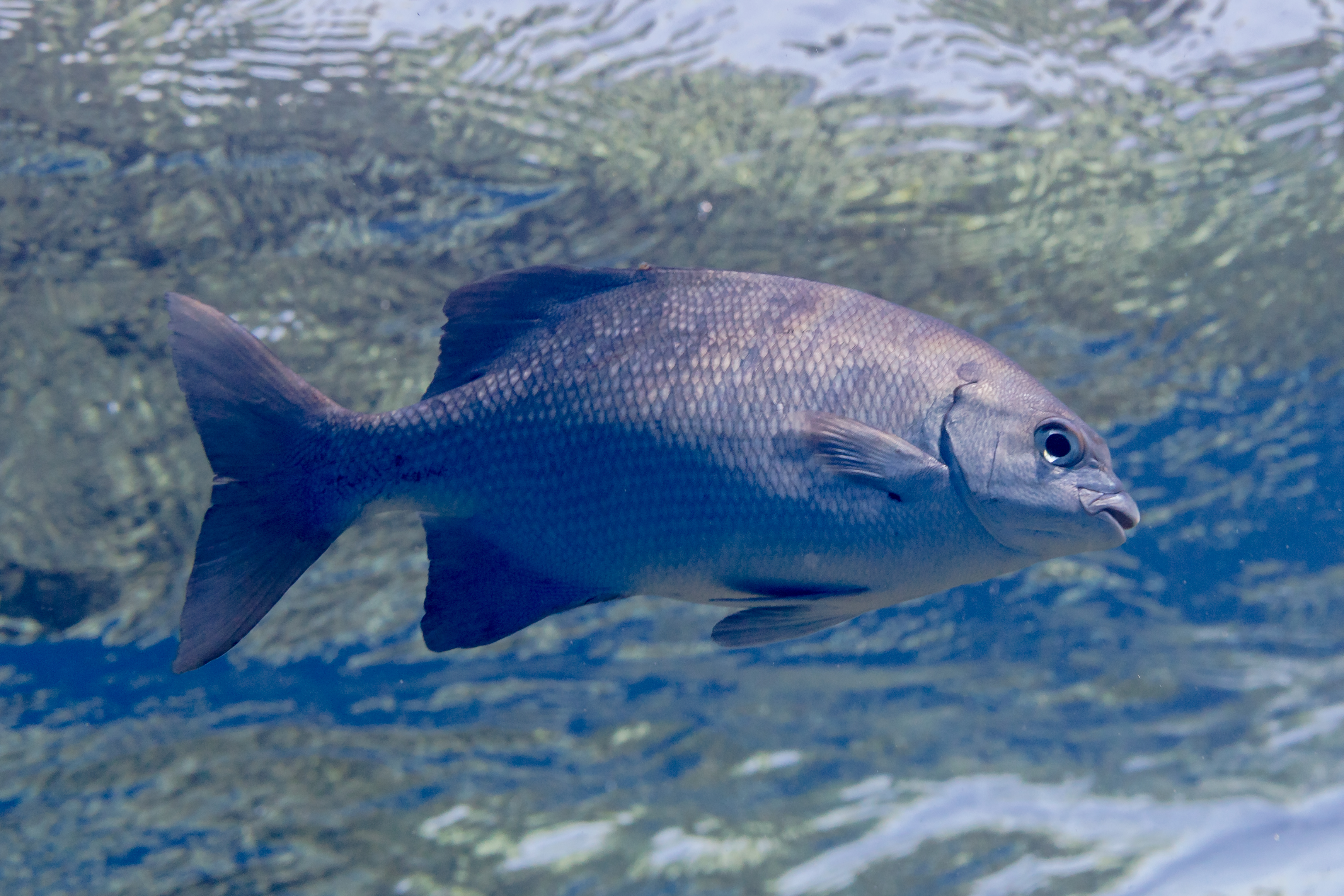

- Datos: Q2707303
- Multimedia: Kyphosus cinerascens / Q2707303
- Especies: Kyphosus cinerascens